# Ловетт, Роберт
Роберт Эберкромби Ловетт (англ. Robert Abercrombie Lovett, 14 сентября 1895 — 7 мая 1986) — американский государственный деятель, занимавший пост Министра обороны США.

## Биография
Родился в Хантсвилле, штат Техас в семье Роберта Скотта Ловетта, председателя правления Union Pacific Railroad. Поступил в Йельский университет, где вступил в закрытое общество «Череп и кости». Во время учебы был одним из организаторов авиаклуба в университете. После вступления США в первую мировую войну большая часть членов клуба вступила в армию. Ловетт воевал во Франции, выполняя как административные задания в представительстве ВВС США в Париже, так и летая в экипаже бомбардировщика. После войны вернулся в Йель, который окончил в 1919. 19 апреля 1919 женился на Адель Квотерли Браун, дочери Нью-Йоркского банкира. Продолжил образование в сфере права и администрации в Гарвардском университете. Работал в банке National Bank of Commerce, а впоследствии в банке Brown Brothers Harriman.
Работая инвестиционным банкиром хорошо изучил американскую и европейскую промышленность, в частности, авиационную.
В декабре 1940 был назначен специальным помощником по авиации военного министра США Генри Стимсона. Работал над увеличением американской авиации во время второй мировой войны. В 1945 году был награждён президентом Трумэном медалью за выдающуюся службу. В 1945 году ушел в отставку и возвратился к работе в банке. Однако когда Джордж Маршалл в 1947 был назначен государственным секретарём США, он попросил Ловетта стать его заместителем. Работал в этой должности до 1949 года. Когда в 1950 году Маршалл стал министром обороны, Ловетт снова стал его заместителем. Возглавляя специальную комиссию, сыграл важную роль в создании ЦРУ. Разработал программу перевооружения необходимую для Корейской войны. Как следствие, считал большой ошибкой резкое сокращение американской армии и флота после окончания второй мировой приведшее к тому, что США оказались плохо готовы к ней. 17 сентября 1951 года сменил Джорджа Маршалла на посту министра обороны США, а в январе 1953 с окончанием президентского срока Трумэна ушел в отставку.
Продолжал работать в своём банке Brown Brothers Harriman. Когда Кеннеди стал президентом, он по совету отца Джозефа Кеннеди предложил Ловетту любой пост по выбору в своей администрации, но Ловетт отказался сославшись на свой пожилой возраст. В 1963 году был награждён Президентской медалью свободы. Умер в 1986 году.
Именем Роберта Ловетта названа кафедра военной истории в Йельском университете.